# Evgenij Voznyuk
Evgenij Voznyuk (* 1984) ist ein ukrainischer Tänzer und Tanzlehrer.

## Leben und Karriere
Aufgewachsen in der Ukraine begann er im Alter von zehn Jahren mit dem Tanzsport. Seinen ersten Erfolg feierte er im Alter von 14 Jahren, als er Tanzsportmeister für lateinamerikanische Tänze in der Ukraine wurde. Einige Jahre später zog er dann nach Deutschland, wo er 2005 seine spätere Ehefrau und Tanzpartnerin Motsi Mabuse kennenlernte. Den ersten Wettbewerb als Tanzpaar bestritten Mabuse und Voznyuk gemeinsam im Mai 2011 in Blackpool. Mit Mabuse wurde er 2013 Deutscher Meister im Lateintanz. 
Mabuse und Voznyuk leiten gemeinsam eine Tanzschule in Kelkheim, wo sie regelmäßig auch als Tanzlehrer Kurse anbieten.

### Privates
Seit 2015 ist er in einer Beziehung mit Motsi Mabuse. Im Juni 2017 heirateten er und Mabuse auf Mallorca, gemeinsam haben sie eine Tochter (* 2018). Beide engagieren sich für Frauen in Afrika und für die Hilfsorganisation Cotton made in Africa, zudem sammelten sie Hilfsgüter für ukrainische Kriegsopfer.

## Let’s Dance
Voznyuk arbeitet für die RTL-Sendung Let’s Dance oft hinter der Kamera als Choreograf. 2015 war er als Coach für Mimi Fiedler und Bernhard Bettermann in der RTL-Tanzshow Stepping Out tätig.
Außerdem trat er oft als Tanzpartner von Motsi Mabuse auch vor der Kamera auf. 2014 tanzten beide gemeinsam auf dem Parkett von Let´s Dance und beendeten dort beide die aktive Tanzsport-Karriere. Am Profi-Special Let’s Dance – Die große Profi-Challenge im Juni 2019 nahm er mit Tänzerin Marta Arndt und Tänzer Evgeny Vinokurov teil.

## Erfolge (Auswahl)
- 1998: Ukrainischer Meister in den lateinamerikanischen Tänzen[7]
- 2007: Finalist Deutsche Meisterschaft Hgr. S-Latein
- 2007: Deutscher Vizemeister Hgr. S-Latein
- 2013: Deutscher Meister Lateintanz